# Дибиров, Магомед Магомедович
Магомед Магомедович Дибиров (3 мая 1947) — советский борец и тренер по вольной борьбе, Заслуженный тренер РСФСР (24.12.1991)

## Биография
Является заслуженным тренером СССР. Заслуженный тренер России. Работал тренером в махачкалинской школе ШВСМ.

## Известные воспитанники
- Ибрагимов, Магомед Ибрагимхалилович — призёр Олимпийских игр;
- Абдусаламов, Юсуп Рашидович — призёр Олимпийских игр;
- Гаджиев, Магомедсалам Станиславович — чемпион Европы;
- Исагаджиев, Магомед Асадуллаевич — призёр чемпионатов мира и Европы;
- Магомедов, Давуд Абдулаевич — Обладатель Кубка мира;
- Джавадов, Афис Магомедович — чемпион России;
- Прохоров, Максим — чемпион Азербайджана;